# Emmotland
Emmotland – osada w Anglii, w hrabstwie East Riding of Yorkshire. Leży 23 km na północ od miasta Hull i 272 km na północ od Londynu.